# Амерички шпанијел за воду
Амерички шпанијел за воду је шпанијел настао у САД крајем 19. вијека од низа других раса, као што су ирски шпанијел за воду и енглески шпанијел за воду. Ову расу је спасио и поставио стандард др Фред Џ. Фајфер, чији је рад касније довео до признања од стране УКС, а касније и АКС. Иако је амерички шпанијел за воду државни пас Висконсина, и даље је ретка пасмина.

## Основно
- Мужјак
  - Висина од 38 до 46 cm
  - Тежина од 14 до 20
- Женка
  - Висина од 38 до 46 cm
  - Тежина од 11 до 18

## Историја
Настао у Висконсину, те представља државног пса. Пасмина је почетком 19. века настала у подручују реке Фокс и њене притоке реке Вулф. Ловцима је био потребан пас који може бити користан и на земљи и у води, свестран ловац способан да донесе различите врсте дивљачи. Ловцима је такође био неопходан ловачки пас мање грађе тако да се може превозити лаким чамцем, али и пас који може да издржи ниске температуре у Висконсину. Пасмине које се сматра да су учествовале у стварању америчког шпанијела за воду су енглески шпанијел за воду, ирски шпанијел за воду, коврџави ретривер, пси домородачких Индијанаца, пудла, те или сасекс шпанијел или нека друга врста копнених шпанијела.
Овај мали смеђи пас је постао познат као амерички смеђи шпанијел, а био је тежак око 18 kg. Имао је дугу коврџаву длаку која га је штитила од ниских температура воде и зиме. Кориштен је за лов на пловуше, огрличасте лештарке, преријске коке, као и низ крзнених животиња.
Током година бројност пасмине је почела да опада због смањења броја патака у тим долинским пределима и због преокрета у лову - од потребе да се лови храна због преживљавања до вида рекреације. Такође, после Другог светског рата, појавиле су се нове врсте паса у Висконсину као што су сетери, поинтери и други шпанијели, што је допринело специјализацијама у лову.
Др Фред Џ. Фајфер, из Новог Лондона у Висконсину, оснива штенаре "река Вулф" како би спасао ову расу. Бројност паса у штенари је варирао али је ишао и до 132 пса. Он је рекламирао псе широм државе, продавајући мужјаке за 25$, а женке за 20$. Дио његовог рекламног говора за потенцијалне власнике паса био је да је "амерички смеђи шпанијел изразито америчка производња. Ловци годинама познају ову пасмину и захваљујући њиховом труду је овај пас размножаван... Годинама смо узгајали само одређену врсту, узгајану за лов, стабилност, храброст, интелигенцију и лепоту. Ово су пси за дивљење и поверење у свим условима било код куће или на терену."
Захваљујући труду др Фајфера, ова пасмина је, 1920. године, призната од стране уједињеног кинолошког савеза (УКС) као амерички водени шпанијел. Књига о копненим расама 1938. године наводи ову пасмину. Пас др Фајфера, назван "коврџави Фајфер" је први амерички водени шпанијел који је регистрован у УКС. Џон Скофилд од Мизурија и Томас Богдан од Раш Лејка, Висконсин су заједно радили са клубом америчких шпанијела за воду, добивши признање од америчког кинолошког савеза (АКС) 1940. године. Пре него што је примљен у АКС, амерички шпанијел за воду није никада пре учествовао на изложби паса.
Амерички шпанијел за воду је повезан са бојкин шпанијелом, а сматра да је амерички шпанијел за воду примарно кориштен за развој бојкин шпанијела. Разлике између ове две пасмине су занемарљиве, а неки кинолошки историчари сугеришу да је првобитни бојкин, назван "Дампи", који је пронађен на улицама Спартанбурга у Јужној Каролини, заправо био амерички шпанијел за воду који је изгубљен током превоза. Међутим, штенаре за бојкине се не слажу са овим.
Амерички шпанијел за воду постао је државни пас Висконсина 1985. године, а остао је ретка пасмина. Током 1998. године само 233 штенца су била регистрована у АКС, са проценом од укупно 3000 паса на Средњем западу, нарочито у Висконсину, Минесоти и Мичигену. Године 2013. ова пасмина је заузела 144. место на листи најпопуларнијих паса у САД, од укупно 177.

## Карактеристике расе

### Нарав
Амерички шпанијел за воду је осећајан, али чврст и активан. Одлично плива, намењен је за лов на препелице, патке, фазане, јаребице и зечеве. Потребна му је рана социјализација са више награде него казни, јер када се грубо третирају, могу постати мрзовољни и плашљиви. Овај пас је нежан са децом, миран, пун љубави. Његова упозоравајућа природа га чини сјајним чуварем. Пас воли да лаје и није необично да чујете ову расу како лаје док јури зеца по пољу. Дресуром се може смањити лајање.
Погодан је за дреусу, а нарочито се истиче на тренизима који су нешто другачији од стандардних рутинских тренинга. Та разноврсност приликом дресуре чини све интересантнијим, како за пса, тако и за власника. Као раса која жели да удовољи, брзо учи али му је неопходан констанан и доследан тренинг како би усавршио вештине које су неопходне за ловачке псе данашњице.

### Општи изглед
Амерички шпанијел за воду је активан и мишићав пас. Има ситно коврџаву или таласасту длаку са јаком поддлаком. Реп је средње дужине. Боје крзна могу бити од јетрене боје до боје чоколаре, могуће са малим бијелим тачкама на прсима. Уши су дуге и обешене, а очи широко размакнуте (боје лешника, смеђе или црне, у зависности од боје длаке) Врх њушке је или тамносмеђ или црн.

#### Глава
Мора бити у хармонији са укупним изгледом. Средње дуга. Израз је опрезан, самопоуздан и интелигентан.
Очи
Средње су велике и добро удаљене једно од другог. Премда благо округле не треба да су упадљиво истурене напред или да су извиривајуће. Прилежући капци, не висећи. Боја очију може да варира од светле жућкасто браон до браон, боје лешника или тамног тона који је у хармонији са бојом длаке. Жуте очи су дисквалификациона мана. Жуте очи имају светлуцаву боју као лимун и не треба их помешати са светлом жућкасто браон.
Уши
Усађене незнатно изнад линије ока, али не високо на глави, режњастог облика, дуге и широке, кожа ува допире до носа.
Лобања
Прилично је широка, стоп средње изражен, није наглашен.
Њушка
Средње је дуга, квадратична, добре дубине. Без нагињања ка шпицастој, слабој њушци. Усне су симетричне и напето прилежу, без претеривања у кожи или њихајуће.
Нос
Тамне је боје, црн или тамнобраон, довољно широк и са добро отвореним ноздрвама, да гарантује добар њух.
Зубало
Маказасто или клештасто.

#### Врат/леђна линија/тело
Врат
Врат је округао и средње дуг, снажан и мишићав, без подгушњака. Облик врата треба да је такав да глава може бити достојанствено ношена, али да лук није наглашен.
Леђна линија
Равна је или благо падајућа.
Тело
Добро је развијено, снажно, али не превише компактно. Добро развијене груди допиру до лактова, нису ни прешироке, ни преуске, ребра су добро заобљена, али не тако добро заобљена да отежавају кретање предњих ногу. Слабине су снажне, без упалих бокова.

#### Реп
Средње је дуг, савијен у облику раоника и може бити ношен незнатно изнад или испод леђне линије. Завршава се шпицасто, живахан, прекривен длаком, са средње развијеним ресама. 

#### Ноге
Предње ноге: Косе, суве и мишићаве плећке. Ноге средње дуге, равне и добрих костију, али не толико кратке да су сметња за рад у пољу, или тако тешке да делује здепасто. Дошапље снажно без знакова слабости. Прсти су уско један уз другог са пливајућим кожицама, добро испуњени. Величина шапа је у хармонији са величином пса. Заперци су дозвољени.
Задње ноге: Добро развијена карлица и бутина. Цела нога одаје снагу и динамику. Скочни зглоб незнатно заобљен, не треба да је мали и има оштре обрисе, средње углован. Дошапље средње дуго, равно, са добром структуром костију. Скочни зглобови су паралелни.

#### Длака
Може бити „андулирана“ (једносмерно таласаста) до уско локнаста (увијена). Многи таласи или локне, на истом псу, могу варирати од једног до другог дела тела. Подлака је значајна, чија довољна дебљина штити од временских услова, воде или оштрих цестара, али не сме бити прегруба или сувише мека. Гуша, потиљак и задње ноге добро покривени длаком. Уши су обострано добро одлакане, код слободно контролисаног слушног канала. Чело је покривено кратком, равном длаком и без чуперка. Реп је одлакан до врха, средње дуге ресе. Ноге су средње одлакане са таласастим или увијеним ресама сагласно са длаком. Длака сме да се тримује ако то захтева негована спољашњост, уши се смеју шишати али се обе радње не захтевају.

#### Боја
Јединствена јетрена браон, браон или тамночоколаднобраон. Дозвољено је мало белог на прсима и прстима.

#### Кретање
Амерички шпанијел за воду креће се са уједначеним освајањем простора и замахом. Посматрано од напред не сме бити назнака у поље управљених лактова. Гледано од позади, треба добити утисак да су задње ноге, добро мишићаве не кравље и крећу се паралелно, колико је могуће, са скочним зглобовима који саучествују у кретању као и да су еластични и да поседују снагу и јачину.

## Нега и здравље
Потребно му је недељно четкање и повремено скраћивање длаке. Захтева свакодневну активности, која може бити и у виду шетње.
Неке генетске линије имају проблема са кожом. Остали здравствени проблеми нису учестали, али их вреди поменути. У питању су срчане мане, рак, дисплазија кукова, дијабетес, алергије, епилепсија и катаракта.
Животни век им је од 10 до 12 година.

## Савет одгајивача
- Вежбање и шетња: захтева доста шетње и вежбе.
- Четкање и шишање: Масно крзно америчког шпанијела за воду се четка два пута седмично. Само се у ретким случајевима купа, пошто ово може да утиче на природну масноћу крзна и да исуши кожу. Због масног крзна ова раса има јак воњ, али се слабо лињају.